# Andrew Maynard
Andrew Lester Maynard (* 8. April 1964 in Laurel, Maryland) ist ein ehemaliger US-amerikanischer Profiboxer. Er war Nordamerikameister der NABF im Halbschwergewicht und WM-Herausforderer der WBC im Cruisergewicht.
Als Amateur gewann er unter anderem die Goldmedaille im Halbschwergewicht bei den Olympischen Sommerspielen 1988 in Seoul.

## Amateurkarriere
Andrew Maynard gewann 1987 und 1988 die US-Meisterschaften im Halbschwergewicht, sowie 1987 eine Bronzemedaille bei den Panamerikanischen Spielen in Indianapolis, nachdem er im Halbfinale gegen Pablo Romero ausgeschieden war. Darüber hinaus besiegte er 1987 in einem Länderkampf Nurmagomed Schanawasow aus der Sowjetunion.
Im Juli 1988 unterlag er bei der nationalen Olympiaqualifikation gegen den späteren Gewinner Alfred Cole, schlug diesen jedoch eine Woche später zweimal in den Box-offs, womit er sich für die Olympischen Sommerspiele 1988 in Seoul qualifizierte.
Bei den Olympischen Spielen setzte er sich gegen Mika Masoe, Lajos Erős, Henryk Petrich sowie Nurmagomed Schanawasow durch und wurde Olympiasieger im Halbschwergewicht.

## Profikarriere
Er begann seine Profikarriere 1989 beim Promoter Mike Trainer und wurde von Sugar Ray Leonard betreut.
Bis 1993 gewann er 20 von 23 Kämpfen und wurde dabei auch NABF-Champion. Er siegte unter anderem gegen Matthew Saad Muhammad, verlor jedoch gegen Bobby Czyz und Frank Tate. Beim Kampf um die WBC-Weltmeisterschaft am 16. Oktober 1992 im Stade Pierre de Coubertin von Paris verlor er nach Punkten gegen Anaclet Wamba.
Von Januar 1993 bis Oktober 2000 bestritt er noch 17 Kämpfe, von denen er nur 6 gewinnen konnte. Er verlor unter anderem gegen Egerton Marcus, Thomas Hearns, Torsten May und Brian Nielsen.